# Bryum gemmilucens
Bryum gemmilucens är en bladmossart som beskrevs av Rudolf Wilczek och Fernand Mathieu Hubert Demaret 1976. Bryum gemmilucens ingår i släktet bryummossor, och familjen Bryaceae. Arten är reproducerande i Sverige. Inga underarter finns listade i Catalogue of Life.